# جنگل‌های خشک پاروپامیسوس
جنگل‌های خشک پاروپامیسوس (انگلیسی: Paropamisus xeric woodlands) بخش شمال شرقی افغانستان در شمال رشته‌کوه مرکزی و کوه‌های هندوکش را پوشش می‌دهد. این نام از نام پارسی قدیم این منطقه، پاروپراسانا (آنسوی هندوکش) گرفته شده است. در حالی که جنگل‌های کم تاج در شمال شرقی بوم‌ناحیه وجود دارد، بیشتر قلمرو بیابانی یا بوته‌زارهای خشک است.

## موقعیت
این منطقه بوم‌گردی به طول ۱۱۰۰ کیلومتر (۶۸۰ مایل) در سراسر شمال افغانستان، از شهر هرات در غرب تا دالان واخان در شرق امتداد دارد. این قلمرو در دامنه شمالی کوه‌های مرکز افغانستان و هندوکش قرار دارد. در شمال منطقه بوم‌گردی نیمه‌بیابان بادخیز و کربیل، در جنوب چمنزار کوهستانی غورات – هزاره‌جات و بوم گردی علفزار آلپی هندوکش قرار دارد.
زمین ناهموار است: ارتفاعات از ۳۷۱ متر (۱۲۱۷ فوت) تا ارتفاع ۵۵۹۲ متر (۱۸۳۴۶فوت) در تغییر است.

## اقلیم
آب و هوای منطقه بوم‌گردی آب و هوای نیمه‌خشک سرد (سامانه طبقه‌بندی اقلیمی کوپن (BSk)) است. این اقلیم مشخصه آب و هوای استپی میان اقلیم‌های مرطوب بیابانی است و معمولاً بارندگی بالاتر از تبخیر-تعرق است. حداقل یک ماه به طور متوسط کمتر از صفر درجه سانتیگراد (۳۲ درجه فارنهایت) است.

## گیاهان و جانوران
بیش از ۸۰ درصد از بوم‌منطقه بوته خشک است. ۸ درصد دیگر در مزارع کشاورزی است (عمدتاً در امتداد دره‌های رودخانه‌ای)  و ۸ درصد دیگر، پوشش گیاهی کم یا زمین برهنه است. پوشش گیاهی رایج خار، کنار و آکاسیا است. مناطق جنگلی در شمال شرقی منطقه بوم‌گردی در ولایت بدخشان وجود دارد که دارای درختان بادام وحشی، پسته، بید و سیاه‌تنگرس است. مهره‌داران بومی وجود ندارند، اما مناطق جدا شده از طیفی از گونه‌های غیر بومی در معرض تهدید و در معرض انقراض از جمله غرم، آهوی ایرانی در حال انقراض، گور آسیایی در معرض خطر، راسوی کوهی و گربه شنی در معرض تهدید را پشتیبانی می‌کنند.

## مناطق حفاظت شده
کمتر از ۱٪ از منطقه بوم‌گردی به طور رسمی محافظت می‌شود. این مناطق حفاظت شده شامل دشت جوم (ذخیره‌گاه طبیعی) در تاجیکستان است.